# Roland Praj
Roland Praj (Nagyszombat, 1967. október 6. –) csehszlovák születésű szlovák labdarúgó, kapus. 
Vannak, akik minden idők legrosszabb újpesti kapusaként tartják számon.

## Pályafutása

### Klubcsapatokban

#### Újpest
Praj 1993-ban csatlakozott a magyar élvonalbeli, fővárosi egyesülethez. 1993 és 1995 között két idényt húzott le a lila-fehéreknél, és sokan mindkét idény végén őt tartották az NB I. legrosszabb kapusának. Legemlékezetesebb cselekedete, mikor egy Pécs elleni rangadón majdnem saját kapujába hajította a labdát.